# La finta giardiniera
La finta giardiniera, K. 196, és una òpera en tres actes de Wolfgang Amadeus Mozart, amb llibret probable de Giuseppe Petrosellini (altres fonts l'atribueixen a Marco Coltellini), basat en un text de Ranieri de' Calzabigi. S'estrenà al "Salvatortheater" de Múnic el 13 de gener de 1775. Hi ha un debat sobre l'autoria del llibret, escrit per a l'òpera d'Anfossi l'any anterior. Sovint s'atribueix a Calzabigi, però alguns musicòlegs ara l'atribueixen a Giuseppe Petrosellini, encara que novament es qüestiona si és a l'estil d'aquest últim.
L'ostracisme del trienni 1774-1777 a Salzburg, ple d'encàrrecs de música d'església per a la capella i de música galant per a l'aristocràcia local, fou trencat tan sols per la breu estada del 1775 a Múnic amb motiu de l'estrena de la seva opera buffa La finta giardiniera.

## Rols
| Rol                                                                                  | Tipus veu       | Primer casting, 13 gener 1775 Conductor: Johann Nepomuk Cröner |
| ------------------------------------------------------------------------------------ | --------------- | -------------------------------------------------------------- |
| Don Anchise, el Podestà (alcalde) de Lagonero, enamorat de Sandrina                  | tenor           | Augustin Sutor                                                 |
| Marchioness Violante Onesti (Sandrina), disfressat de jardiner                       | soprano         | Rosa Manservisi                                                |
| Arminda, neboda de Don Anchise, promesa amb Belfiore, antigament enamorada de Ramiro | soprano         | Signora Sutor                                                  |
| Contino Belfiore, promès amb Arminda                                                 | tenor           | Giovanni Valesi                                                |
| Cavalier Ramiro, El pretendent rebutjat d'Arminda                                    | soprano castrat | Tommaso Consoli                                                |
| Serpetta, el servent del Podestà, enamorat del Podestà                               | soprano         | Teresina Manservisi                                            |
| Roberto (Nardo), El criat de Violante, disfressat de jardiner                        | baix            | Giovanni Rossi                                                 |

## Síntesi argumental
L'acció té lloc en les possessions camperoles del podestà (alcalde) Don Anchise a Lagonero, localitat italiana propera a la ciutat de Milà. Època: mitjan del segle xviii. La breu obertura, la durada amb prou feines arriba als cinc minuts, està formada per un allegro molto, un andantino grazioso i un finale, els temes no tenen res a veure amb la resta de la partitura.

## Acte 1
Un jardí amb una àmplia escala que porta a la casa del Podestà.
El Podestà, el Cavalier Ramiro i la Serpetta baixen per l'escala mentre Sandrina i Nardo treballen al jardí. Junts lloen el dia preciós, però la seva felicitat és fingida ("Che lieto giorno"). Sandrina és desgraciada perquè don Anchise, el Podestà, n'està enamorat. Nardo està frustrat per Serpetta, que es burla d'ell però es nega a respondre als seus afectes. Ramiro està amarg després de ser rebutjat per Arminda i, com que ha posat la seva pròpia gorra al Podestà, Serpetta està enfadada amb Sandrina. El Podestà intenta consolar a Ramiro, però a Ramiro no se li acudeix més que Arminda ("Se l'augellin sen fugge"). Quan es queden sols, Don Anchise li professa amor a Sandrina ("Dentro il mio petto"). Sandrina rebutja els seus avenços tan educadament com sigui possible i, quan Serpetta interromp rudament, la fa escapar.
Arriba el promès d'Arminda, el comte Belfiore, i la seva bellesa l'espanta ("Che beltà"). L'Arminda s'apressa a fer-li saber que és algú amb qui cal tenir en compte ("Si promette facilmente"), però el comte no es dissuadeix. Aleshores, el comte presumeix dels seus fets i ascendència al Podestà, traçant el seu arbre genealògic fins a Escipió, Cató i Marc Aureli ("Da Scirocco"). Don Anchise respon amb una barreja de admiració i escepticisme, sense importar-li qui és aquest bufó de comte sempre que es casi amb la seva neboda.
Al jardí, Arminda veu la Sandrina i esmenta casualment el seu compromís amb Belfiore. Sorpresa, Sandrina es desmaia. Quan arriba el comte, Arminda el deixa per vetllar per la Sandrina i marxa a buscar les seves sals oloroses. Belfiore es sorprèn al descobrir que la noia del jardiner no és altra que la seva Violante perduda (Finale: "Numi! Che incanto è questo?"). L'Arminda torna i es sorprèn de trobar-se cara a cara amb Ramiro. Sandrina es desperta i es troba mirant directament als ulls de Belfiore. El Podestà entra i demana una explicació, però ningú sap ben bé què dir. Sandrina vacil·la però decideix no revelar-se com a Violante, mentre que Arminda sospita que està sent enganyada. El Podestà culpa de tot a Serpetta, que al seu torn culpa a Sandrina, i Ramiro només està segur del fet que Arminda encara no l'estima.

## Acte 2
Una sala a la casa del Podestà.
Ramiro descobreix Arminda i la retreu per la seva inconstància. Quan ella es nega a escoltar, ell marxa, però no abans de prometre venjar-se del seu rival. Belfiore entra en una certa angoixa, murmurant que no ha tingut pau des que va trobar Sandrina. Arminda escolta i s'enfronta a ell, després marxa ("Vorrei punirti indegno"). Sandrina es troba amb Belfiore i gairebé es traeix com a Violante quan li pregunta per què la va apunyalar i la va abandonar. Belfiore està sorprès per aquest esclat i torna a estar segur que ha trobat el seu amor, però Sandrina reconstrueix ràpidament la seva disfressa. Ella explica que ella no és Violante, però que eren les paraules moribundes de la marquesa. No obstant això, Belfiore està encantat, ja que "Sandrina" té la cara de Violante, i comença a fer-li serenata ("Care pupille"). El Podestà els interromp, i després de prendre per error la mà del Podestà en lloc de la Sandrina, Belfiore es retira avergonyit.
Sol amb Sandrina, el Podestà torna a intentar seduir-la. Ramiro interromp, arribant de Milà amb la notícia que el comte Belfiore és buscat per l'assassinat de la marquesa Violante Onesti. Don Anchise convoca Belfiore per a un interrogatori i el comte, totalment desconcertat, s'implica. Sandrina diu que és Violante i el procediment es trenca en confusió. El comte s'acosta a Sandrina però ella torna a negar-lo. Ella afirma haver pretès ser la marquesa per salvar-lo, i surt. Serpetta arriba moments després per dir-li al Podestà, en Nardo i en Ramiro que Sandrina ha fugit, quan de fet ha estat segrestada per Arminda i Serpetta. El Podestà organitza de seguida un grup de recerca.
Un lloc muntanyós i desert.
Abandonada al desert, Sandrina gairebé s'espanta del seu enginy ("Crudeli, fermate!"). Aviat arriben petits grups de cerca composts pel Comte i Nardo, Arminda, Serpetta i el Podestà (Finale: "Fra quest'ombra"). A la foscor, el Podestà confon Arminda amb Sandrina i ella ell amb el Comte, mentre que el Comte creu que Serpetta és Sandrina i ella el pren per Podestà. Nardo aconsegueix trobar Sandrina seguint la seva veu, i llavors apareix Ramiro amb lacais i torxes. Quan les parelles avergonyides i desajustades se separen, Belfiore i Sandrina es troben i perden el sentit. Es veuen a si mateixos com els déus grecs Medusa i Alcides, i els espectadors astorats com a nimfes del bosc. Obligats del seu entorn, els dos comencen a ballar.

## Acte 3
El pati.
Encara creient que són déus de la Grècia clàssica, Sandrina i Belfiore persegueixen a Nardo fins que ell els distreu assenyalant el cel ("Mirate che contrasto"). Estan encantats i en Nardo aconsegueix escapar. Sandrina i Belfiore marxen, i Arminda i Ramiro entren amb un Don Anchise atordit. Arminda demana permís al seu oncle per casar-se amb el comte, i Ramiro demana que el Podestà ordeni a Arminda que es casi amb ell. Don Anchise es confon i els diu que tots dos facin el que vulguin, sempre que el deixin sol ("Mio Padrone, io dir volevo"). Després de menysprear els afectes de Ramiro una vegada més, Arminda marxa. Sol, Ramiro jura furiós que no n'estimarà mai un altre i que morirà en la misèria, lluny d'Arminda ("Va pure ad altri in braccio").
Un jardí.
Ja no delirants, el comte i Sandrina es desperten després d'haver dormit a una distància discreta l'un de l'altre ("Dove mai son?"). Belfiore fa una apel·lació final, a la qual Sandrina admet que és Violante però afirma que ja no l'estima. El comte està trist però accepta deixar-la. Comencen a separar-se, però trontollen en qüestió de minuts i cauen els uns als braços ("Tu mi lasci?"). Arminda torna a Ramiro, i Serpetta deixa pas al vestit d'en Nardo. Quedat sol, el Podestà accepta filosòficament el seu destí. Potser, diu, trobarà una altra Sandrina (Finale: "Viva pur la giardiniera").

## La Giardiniera d'Anfossi
- Una altra òpera amb el mateix nom va ser composta l'any 1774 per Pasquale Anfossi.

## Àries
Les àries de l'òpera inclouen
| Act 1 - 2 "Se l'augellin sen fugge" – Ramiro - 3 "Dentro il mio petto" – Don Anchise - 4 "Noi donne poverine" – Marchioness Violante Onesti (Sandrina) - 5 "A forza di martelli" – Roberto (Nardo) - 6 "Che beltà, che leggiadria" – Count Belfiore - 7 "Se promette facilmente" – Arminda - 8 "Da sirocco a tramontana" – Count Belfiore - 9a "Un marito, o dio, vorrei" – Serpetta - 9b "Un marito, o dio, vorresti" – Roberto (Nardo) - 10 "Appena mi vedon" – Serpetta - 11 "Geme la tortorella" – Marchioness Violante Onesti (Sandri | Act 2 - 13 "Vorrei punirti indegno" – Arminda - 14 "Con un vezzo all'Italiana" – Roberto (Nardo) - 15 "Care pupille" – Count Belfiore - 16 "Una voce sento al core" – Marchioness Violante Onesti (Sandrina) - 17 "Una damina, una nipote" – Don Anchise - 18 "Dolce d'amor compagna" – Ramiro - 19 "Ah non partir...Già divento freddo" – Count Belfiore - 20 "Chi vuol godere il mondo" – Serpetta - 21 "Crudeli, fermate" – Marchioness Violante Onesti (Sandrina) - 22 "Ah dal pianto" – Marchioness Violante Onesti (Sandrina) | Act 3 - "Mirate che constrasto" – Roberto (Nardo) - 25 "Mio padrone, io dir volevo" – Don Anchise - 26 "Va pure ad altri in braccio" – Ramiro |

## Enregistraments
La finta giardiniera en Italià
- - 1980 – Leopold Hager dirigida al Salzburg Mozarteum Orchestra, amb Julia Conwell (Sandrina), Ezio di Cesare (Podesta), Brigitte Fassbaender (Don Ramiro), Jutta-Renate Ihloff (Serpetta), Barry McDaniel (Nardo), Thomas Moser (Il Contino Belfiore) i Lilian Sukis (Arminda). Emès originalment a 4-LP set as DG 2740 234, Emès originalment amb 3 CD in Philips Complete Mozart Edition in 1991 as 422 533-2 PME3
  - 1991 – Nikolaus Harnoncourt dirigint el "Concentus Musicus Wien", amb Monica Bacelli (Don Ramiro), Edita Gruberová (Sandrina), Uwe Heilmann (Il Contino Belfiore), Charlotte Margiono (Arminda), Thomas Moser (Podesta), Anton Scharinger (Nardo) i Dawn Upshaw (Serpetta). Teldec 9031-72309-2 (3 CD)
  - 2012 – René Jacobs dirigint la "Freiburger Barockorchester", amb Nicolas Rivenq (Podesta), Sophie Karthäuser (Sandrina (Violante)), Alex Penda (Arminda), Jeremy Ovenden (Contino Belfiore), Marie-Claude Chappuis (Ramiro), Sunhae Im (Serpette) and Michael Nagy (Roberto (Nardo)). 3 CD Harmonia Mundi (HMC 902126.28)
  - 2014 – DVD (2 discs). Producció de l'Opéra de Lille. Emmanuelle Haïm dirigint "Le Concert d'Astrée", amb Marie-Caude Chappui (Don Ramiro), Erin Morley (Sandrina), Enea Scala (Il Contino Belfiore), Marie-Adeline Henry (Arminda), Carlo Alemanno (Podesta), Nikolay Borchev (Nardo) and Maria Savastano (Serpetta). Erato 08256-461664-5-9.

Die Gärtnerin aus Liebe en Alemany
- - 1972 – Hans Schmidt-Isserstedt conduint la "North German Radio Symphony Orchestra", amb Ileana Cotrubaș (Serpetta), Helen Donath (Sandrina), Werner Hollweg (Graf Belfiore), Jessye Norman (Arminda), Hermann Prey (Nardo), Tatiana Troyanos (Don Ramiro) i Gerhard Unger (Podesta). Emès originalment a 3-LP set as Philips 6703 039, emès originalment amb 3 CD in Philips Complete Mozart Edition in 1991 as 422 534-2 PME3
  - 2022 – Andrew Parrott conduint la "Münchner Rundfunkorchester", amb Lydia Teuscher (Serpetta), Sandrine Piau (Sandrina), Julian Prégardien (Graf Belfiore), Susanne Bernhard (Arminda), Michael Kupfer-Radecky (Nardo), Olivia Vermeulen (Don Ramiro) i Wolfgang Ablinger-Sperrhacke (Podesta). Gravat en directe l'any 2022 a Múnic, que es va retransmetre a la BR-Klassik emissora de ràdio, i més tard es va publicar com a set de 2 CD al CPO etiqueta, en col·laboració amb BR-Klassik.